# 生主
生主（天城体：प्रजापति，字面意思是“众生之主”），吠陀教神話中的一個称號。“生主”一词的含义非常复杂，有时它指一个或一组具体的神靈，有时它只是一个抽象的神学概念，有时它又是一些神的别名或称号。在第一种情况下，其所指代的神祇也随着宗教理论的发展而不断变化。通常而言，这是一个对始初神的称呼，在此基础上，许多研究者认为生主是一位名為 普拉加帕特 的神靈，其形象是较晚出現的梵天神形象的原型。

## 简介

### 梨俱吠陀时期
在最古老的印度宗教文献梨俱吠陀中，“生主”是许多重要的大神如因陀罗、苏摩、娑维陀利等的称号。然而至少有四首颂歌中生主作为独立的创造神的形象出现。可能最初生主并不具有创造之神的含义（在梨俱吠陀的许多颂歌中创造主实际是毗首羯磨；见著名的造物者歌），而只是一些神的别名；但改良後的婆罗门祭司把自己的哲学观念加入颂歌中，于是使生主的形象独立化了。在一首著名的献给无名之神的颂歌中，生主被比喻为蘊藏於产生世界万物的金胎之內，是最早和最高的存在。该歌因此被称为“生主歌”或“金胎歌”。

### 梵书时期
产生年代较晚的两部吠陀本集夜柔吠陀和阿闼婆吠陀进一步拔高生主的地位，把他说成拥有主神一般的性质；但生主的地位主要在梵书时代达到了高峰，这期间的神学体系以生主为最高神祇，并在相关文献中作了说明。百道梵书说，“最初只有生主”；海螺氏梵书进一步叙述生主创造世界的过程，即从自身生出热，以热形成三界，三界中分别形成“三光”即火、风和太阳，从三光中产生三部吠陀（梨俱、夜柔和娑摩），最终产生三字a、u、m，此三字组成神圣的音节唵。但是，梵书中也存在一些与生主创世说矛盾的说法，如百道梵书另一处持水创世说的看法，认为生主产生于水；鹧鸪氏梵书则谓最初是“无”，在产生海洋之后才产生生主。一些学者认为这是受吠陀多神论的影响一时无法排除其他自然神的地位的缘故。
梵书中提到一些关于生主的故事。爱达罗氏梵书说生主被他美貌的女儿乌莎斯所诱惑，与后者发生乱伦；乌莎斯为了避开他，把自己变成母鹿，生主于是又变成一只雄鹿继续追逐她。正法（达摩）的守卫者楼陀罗发觉此事后大怒，准备用弓箭击毙生主。生主中箭后流出精液，这些精液形成一个湖，从湖中生出众天神的导师祭主仙人。生主于是许诺给予楼陀罗掌管一切野兽的权力，后者才不再继续追杀他。这就是楼陀罗及其衍生者湿婆有一个称号叫“兽主”的原因。而在海螺氏梵书中，被乌莎斯诱惑的是生主的儿子们，即众天神。他们见到妹妹的美貌竟不由自主地开始遗精，生主将这些精液收集到一只金碗里，从中生出千眼的跋婆（佛教译为“有”），即原人（补卢沙）。百道梵书中又有一种说法，生主在手淫时将精液落入了阿耆尼的圣火中，他的精液变成了吠陀祭祀中使用的酥油。

### 后期
从奥义书时代开始，生主的地位逐渐下降，这是因为在奥义书中出现了两个更具哲学思辨意义的概念“梵”和“我”。通常认为，婆罗门教哲学的发展经过了3个阶段，即：
1. 以生主为最高存在的阶段。
2. 以梵代替生主的阶段。
3. 提出“我”的概念，并主张梵我同一的阶段。

其中，第一阶段主要在梵书时代完成，此阶段中生主表现为人格化的神祇形象。而第二和第三阶段在奥义书时代完成，此阶段中生主一词仍然出现在文献里，但其独立性和人格化程度变低，通常都是与抽象的哲学概念“梵”或“我”（宇宙灵魂，最高存在）等同了。慈氏奥义书中经常重复强调，“我”就是生主；生主的头部就是天界，肚脐就是空界，双足就是大地，眼睛就是太阳，而原人又生活在生主的眼睛中。因此应该崇拜天与地，因为崇拜它们就是在崇拜生主。
在两部大史诗产生的年代，生主失去了与宇宙灵魂（梵或无上我）等同的地位，而逐渐成为单纯的创造神，最后终于变成了梵天和其他许多神的别名。毗湿奴、湿婆、苏利耶、阿耆尼都可以称做生主。早期的生主形象被其他独立的神（主要是梵天）排除了，关于他的神话大都被整合到梵天的神话中，如金胎成为梵天出世的地点（梵卵），生主与女儿乌莎斯乱伦遭楼陀罗惩罚的故事变成梵天与女儿辩才天女乱伦遭湿婆惩罚的故事。在摩奴法典中，生主通常指梵天，有时也指梵天之子摩奴（人类始祖），有时又指梵天所“心生”的十大仙人。又有一种法定的婚姻方式也被称为生主（摩奴法典列举的8种婚姻方式是：梵天式的婚姻、天神式的婚姻、仙人式的婚姻、生主式的婚姻、阿修罗式的婚姻、乾闼婆式的婚姻、罗刹式的婚姻和最糟糕的毕舍遮式的婚姻）。
在印度神话体系最终定型的往世书系统中，生主是一组神的统称。这组神的数量随文献不同而不固定，有时只有6个，有时多达21个。比较常见的说法是摩奴法典中列举的，从梵天的灵魂中所生出的十位生主：
- 摩利支
- 阿低利
- 鸯耆罗
- 补罗私底耶
- 补罗诃
- 迦罗都
- 极裕仙人
- 钵罗质多私（有些版本认为是达刹）
- 婆利古（或译为苾力瞿）
- 那罗陀

另一个常见的版本是摩诃婆罗多中提到的，以达刹为首的14位生主：
- 达刹
- 钵罗质多私
- 补罗诃
- 摩利支
- 迦叶波
- 婆利古
- 阿低利
- 极裕仙人
- 乔答摩
- 鸯耆罗
- 补罗私底耶
- 迦罗都
- 补罗诃罗陀
- 羯陀摩

## 资料来源
- 《宗教词典》，上海辞书出版社，ISBN 978-7-5326-2840-7
- 《世界神话辞典》，辽宁人民出版社，ISBN 7-205-00960-X
- 《梵语文学史》，金克木著，江西教育出版社，ISBN 7-5392-3150-5/I351·092